# Raymundo Feliz

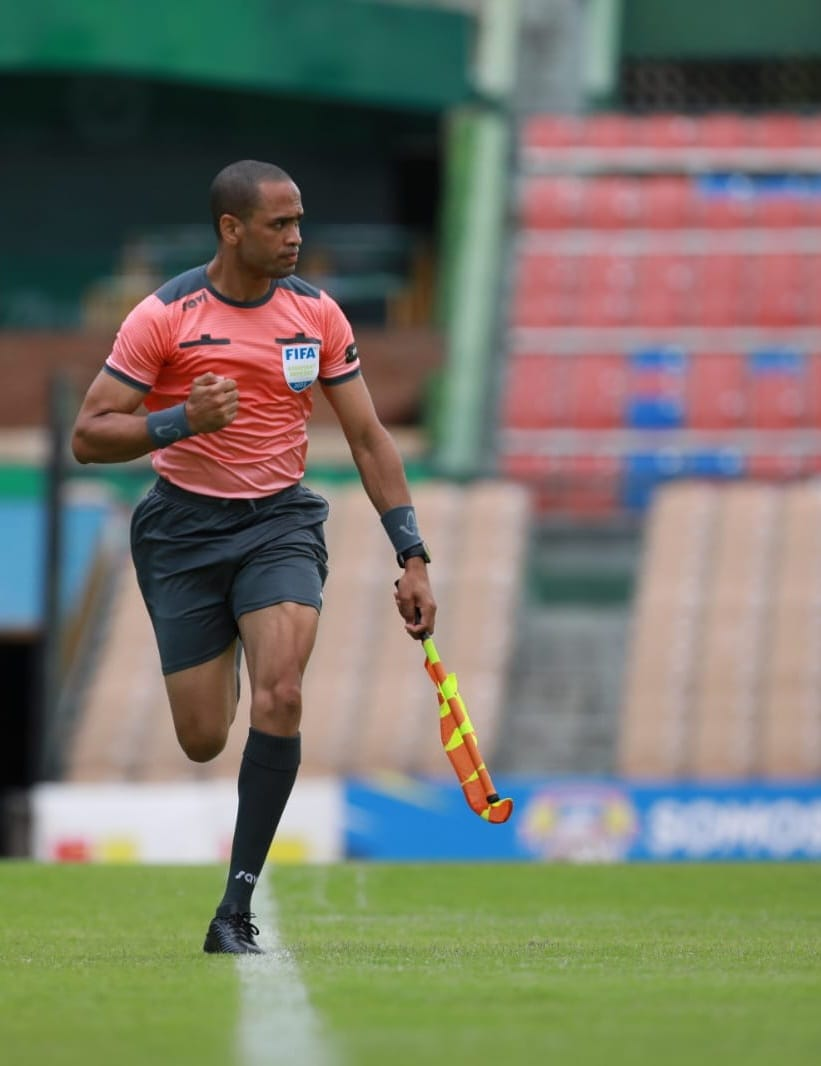
Raymundo Feliz (2024)

Helpys Raymundo Feliz Cuevas (* 6. Juni 1989) ist ein dominikanischer Fußballschiedsrichterassistent. Er steht als dieser seit 2018 auf der Liste der FIFA-Schiedsrichter.

## Karriere
Als Assistent begleitete er nebst einigen weiteren unter anderem international Spiele bei der U-20-Weltmeisterschaft 2019 und beim Gold Cup 2019. Zur Weltmeisterschaft 2022 wurde er ins Aufgebot der Schiedsrichterassistenten berufen. Damit wurde er der erste Schiedsrichter seines Landes, der für eine Weltmeisterschaft nominiert wurde.